# Kenji Kikawada
Kenji Kikawada (jap. 黄川田 賢司 Kikawada Kenji; ur. 28 października 1974) – japoński piłkarz występujący na pozycji napastnika.

## Kariera klubowa
Od 1997 do 2003 roku występował w klubach Consadole Sapporo i Kawasaki Frontale.